# أليس غراي جونز
أليس غراي جونز (بالإنجليزية: Alice Gray Jones)‏ (ديسمبر 1852 في المملكة المتحدة - 17 أبريل 1943)؛ كاتِبة وشاعرة بريطانية-ويلزية.